# Mizonocara uvarovi
Mizonocara uvarovi är en insektsart som beskrevs av Bei-bienko 1933. Mizonocara uvarovi ingår i släktet Mizonocara och familjen gräshoppor. Inga underarter finns listade i Catalogue of Life.